# Josefa Iloilo
Ratu Josefa Iloilovatu Uluivuda (ur. 29 grudnia 1920 w Vuda, zm. 6 lutego 2011 w Suvie) – fidżyjski polityk, prezydent od 13 lipca 2000 do 30 lipca 2009, z przerwą od 5 grudnia 2006 do 4 stycznia 2007.

## Życiorys
Josefa Iloilo był wiceprezydentem w czasie kadencji prezydenta Kamisesego Mary w latach 1997-2000, m.in. w czasie burzliwych wydarzeń w maju 2000 (pucz George Speighta, uwięzienie premiera Mahendry Chaundhry'ego, przejęcie władzy przez wojsko). Po ustąpieniu prezydenta i dwumiesięcznym okresie władzy wojskowej (państwem kierował dowódca armii Frank Bainimarama) Iloilo został mianowany prezydentem w lipcu 2000.
Zasłużył się dla uspokojenia napiętej sytuacji na Fidżi oraz powrotu do systemu demokratycznego w 2001. Mimo poważnych problemów zdrowotnych został zatwierdzony przez Wielką Radę Wodzów na kolejną 5-letnią kadencję prezydencką w marcu 2006.
10 kwietnia 2009 Iloilovatu zawiesił konstytucję, przejmując całkowitą władzę w republice. Uczynił to dlatego, iż sąd zdecydował dzień wcześniej, że wojskowy rząd, któremu przewodził szef sił zbrojnych komandor Josaia Frank Bainimarama, jest nielegalny. Rząd powstał w wyniku zamachu stanu w 2006 roku. Jednakże już 11 kwietnia 2009 Iloilo mianował "nowym-starym" szefem rządu ponownie Franka Bainimaramę.
28 lipca 2009 prezydent Iloilo wydał komunikat o złożeniu urzędu z dniem 30 lipca 2009 i odejściu na polityczną emeryturę. W chwili odejścia ze stanowiska był najstarszym urzędującym szefem państwa, miał ponad 88 lat. 30 lipca p.o. prezydenta Fidżi został dotychczasowy wiceprezydent Epeli Nailatikau.

## Odznaczenia
- Order Fidżi I klasy (2000, z urzędu)[4]